# Силантьев, Роман Анатольевич
Рома́н Анато́льевич Сила́нтьев (род. 15 сентября 1977, Москва, СССР) — российский религиовед, историк религии и исламовед.
Доктор исторических наук (2014). Профессор кафедры мировой культуры (с 2015), кафедры теологии (с 2016) и заведующий (с 2019) лабораторией деструктологии Московского государственного лингвистического университета. Автор более ста публикаций, в том числе в «Большой Российской энциклопедии», «Православной энциклопедии» и энциклопедии «Народы и религии мира», 10 книг по исследованию ислама, автор-составитель «Интерактивной карты всех религиозных общин России».
Руководитель (ранее — исполнительный директор) Правозащитного центра Всемирного русского народного собора. Заместитель председателя Экспертного совета по проведению государственной религиоведческой экспертизы при Министерстве юстиции Российской Федерации. Член Экспертного совета Высшей аттестационной комиссии при Министерстве образования и науки Российской Федерации по теологии.

## Биография
Родился 15 сентября 1977 года в Москве.
В 1999 году окончил географический факультет МГУ имени М. В. Ломоносова по кафедре экономической и социальной географии России и поступил в аспирантуру Института этнологии и антропологии имени Н. Н. Миклухо-Маклая РАН.
С 1 июня 1998 по 2009 год — сотрудник Отдела внешних церковных связей Московского патриархата.
С июля 2001 года по декабрь 2005 года — исполнительный секретарь Межрелигиозного совета России.
3 июня 2003 года в Институте этнологии и антропологии РАН под научным руководством руководителя Центра изучения мировых религий и этно-конфессионального картографирования Института этнологии и антропологии, доктора исторических наук П. И. Пучкова защитил диссертацию на соискание учёной степени кандидата исторических наук по теме «Этносоциальные, политические и религиозные аспекты раскола исламского сообщества России» (специальность 24.00.01 «История и теория культуры»); официальные оппоненты — ведущий эксперт НИИ социальных систем МГУ имени М. В. Ломоносова доктор философских наук А. А. Игнатенко и заместитель руководителя Центра изучения мировых религий, кандидат исторических наук Биби-Рабита Логашова; ведущая организация — Институт востоковедения РАН (отзыв составлен Р. Г. Ландой).
С марта 2004 года по 2006 год — секретарь-координатор Межрелигиозного совета СНГ.
16 июля 2005 года решением Священного синода включён в синодальную рабочую группу по разработке «концептуального документа, излагающего позицию Русской Православной Церкви в сфере межрелигиозных отношений».
В 2005 году вышла книга Романа Силантьева «Новейшая история исламского сообщества России», вокруг которой разгорелись дебаты. Книга получила как положительные отзывы со стороны представителей духовенства и общественности православия, ислама и иудаизма, а также учёных, в том числе и от Шейх-уль-ислама и Верховного муфтия Центрального духовного управления мусульман России Талгата Таджуддина, так и отрицательные со стороны Совета муфтиев России. После этого Силантьев покинул Межрелигиозный совет России и был освобождён от занимаемых должностей по собственному желанию.
С 2006 года является исполнительным директором программ Всемирного русского народного собора.
В 2008 году выпустил энциклопедию «Ислам в современной России», которая получила высокие оценки как со стороны мусульманского сообщества, так и учёных-исламоведов — Ефима Резвана, Виталия Наумкина, Максуда Садикова и Тауфика Ибрагима.
С 2008 года — доцент, с 2015 года — профессор кафедры мировой культуры Института гуманитарных и прикладных наук (ранее — Институт международных отношений и социально-политических наук) Московского государственного лингвистического университета (МГЛУ). С 2016 года — профессор кафедры теологии Института гуманитарных и прикладных наук МГЛУ. С февраля 2019 года — заведующий лабораторией деструктологии МГЛУ. Термин «деструктология» отсутствует в других языках, кроме русского, и других работах, кроме работ самого Силантьева, и научность этой концепции ставит под сомнение, например, член Комиссии по борьбе с лженаукой РАН Александр Панчин. Член редакционной коллегии «Культурология» научного журнала «Вестник Московского государственного лингвистического университета. Гуманитарные науки».
С 2009 года — заместитель председателя Экспертного совета по проведению государственной религиоведческой экспертизе при Министерстве юстиции Российской Федерации.
В апреле 2010 года создал и возглавил Центр географии религий при Синодальном отделе по взаимоотношениям Церкви и общества.
В 2013 году выступал за то, чтобы православные священники посвящали проповеди угрозе ваххабизма.
26 июня 2014 года в МГЛУ защитил диссертацию на соискание учёной степени доктора исторических наук по теме «Эволюция системы внешних сношений духовных управлений мусульман России: сравнительно-исторический анализ (конец XVIII в. — начало XXI в.).» (специальность 07.00.15 — История международных отношений и внешней политики). Официальные оппоненты — д.и.н. Ольга Васильева, д.и.н. Роберт Ланда, д.и.н. Айслу Юнусова. Ведущая организация — Российский институт стратегических исследований. Работа получила ряд положительных отзывов со стороны представителей научного сообщества — к.ю.н. Евгения Ильина, д. полит. н. Анастасии Митрофановой, д.и.н. Сергея Перевезенцева, д.ф.н. Игоря Добаева, д.в.н. и д.т. н. Евгения Анисимова и к.в.н. Владимира Шатохина, кандидата теологических наук Гаджи Сабира Гасанли, к.и.н. Александра Чечевишникова, д.и.н. Алексея Мосина, д.и.н. Аллахшукюра Пашазаде Гуммет оглы, д.ф.н. Гаджи Герейханова, доцента УГГУ протоиерея Владимира Зайцева, к.и.н. Олега Васнецова. За присуждение учёной степени проголосовали все 17 членов диссертационного совета..
В 2023 году Силантьев выступил экспертом со стороны обвинения в уголовном деле об «оправдании терроризма», возбужденном из-за спектакля «Финист ясный сокол». В данном спектакле Силантьев помимо прочего выявил «признаки идеологии радикального феминизма и борьбы с андроцентричным общественным укладом России». Российский Федеральный центр судебной экспертизы в ответ на запрос адвоката Светланы Петрийчук заявил, что деструктологическая экспертиза «как вид не существует», поскольку «деструктология не является наукой» и не содержит «общепринятых научных и практических данных».
В комментариях Силантьева по этому делу Российский еврейский конгресс (РЕК) и привлечённый ими в качестве эксперта филолог Михаил Дымарский усмотрели антисемитские высказывания. РЕК обратился в Следственный комитет России с просьбой проверить высказывания Силантьева на наличие признаков разжигания межнациональной вражды. Силантьев обвинения в антисемитизме отверг. Он расценил действия РЕК как способ оказания давления на эксперта в судебном процессе и заявил, что ничего не имеет против еврейского народа, но, согласно его исследованиям, среди террористов не так мало русскоязычных евреев из России и Израиля. Как считает историк Ксения Полуэктова-Кример, высказывание Силантьева стало одним из сигналов общей активизации антисемитизма в России.

## Интерактивная карта всех религиозных общин России
Автор совместного проекта МГЛУ и Интерфакс-Религия «Интерактивная карта всех религиозных общин России» содержащую сведения о 25 тысячах действующих в России религиозных объединениях, их точном названии и местоположении. Участвовал в разработке и выпуске «Атласа исламского сообщества России» в котором содержится подробная информация о религиозном и этническом составе мусульманского сообщества России в целом и по каждому региону, описаны все действующие в стране централизованные исламские организации, а на более чем 50 картах нанесены все зарегистрированные мусульманские общины (более 4 тыс.) и духовные учебные заведения (около 100).

## Научные взгляды и высказывания
Доктор политических наук, профессор М. М. Мчедлова относит Р. А. Силантьева к «оппонентам идеологии толерантности», которые опасаются, что толерантность может привести к «крушению основ государства и нации», и приводит следующее мнение Силантьева: «Термин „толерантность“, который в последние годы безуспешно пытаются наполнить новым смыслом, себя не оправдал, став символом терпимости ко злу и деструктивному пацифизму».
В 2022 году Силантьев поддержал вторжение России на Украину. Он сравнил Украину с нацистской Германией и заявил, что в Украине вектор развития задают неоязычники.

## Отзывы

### Положительные
Верховный муфтий Центрального духовного управления мусульман России Талгат Таджуддин в письме на имя патриарха Алексия II высоко отозвался о книге Силантьева «Новейшая история исламского сообщества России»:

… характеризует апологетический подход к традиционному исламу, солидная и детально проработанная фактологическая база, потребовавшая кропотливых и целенаправленных усилий по её сбору и систематизации. Проделанная автором работа выгодно отличается как стремлением к минимизации авторских оценок, так и отсутствием субъективизма в целом, что немаловажно.

Научный сотрудник отдела современной истории и социально-политических проблем стран ЦЮВЕ Института славяноведения РАН Георгий Энгельгардт отозвался об этой работе:

Несомненным достоинством монографии Силантьева является выявление, обобщение и ввод в научный оборот обширного корпуса источников по истории исламских структур России. В особенности это касается как документов российских духовных управлений мусульман и малотиражной региональной исламской прессы, так и материалов российского исламского интернета.

Доктор исторических наук Ефим Резван назвал энциклопедию Силантьева «Ислам в современной России» «первым в новейшей истории России изданием, которое дает в целом объективную картину процессов, произошедших в мусульманской общине страны за последние 15 лет — процессов сложных, неоднозначных».
Руководитель Центра арабских исследований Института востоковедения РАН Виталий Наумкин назвал энциклопедию «Ислам в современной России» «важным явлением в нашей интеллектуальной жизни»:

Она отличается доскональностью, очень большим количеством собранных и проанализированных фактов, материалов и одновременно изложением авторской позиции по целому ряду вопросов, связанных с функционированием и структурой ислама в России и деятельностью исламского сообщества.

Религиовед и социолог Роман Лункин в статье на Портал Credo.Ru отозвался о книге «Новейшая история исламского сообщества России» как об «известной монографии […] которую положительно оценили многие российские религиоведы и социологи религии».
Муфтий Умар Идрисов, ранее жёстко критиковавший Силантьева, в интервью «Интерфакс—Религия» отметил, что «Роман — действительно эксперт, который лучше меня разбирается в проблемах современного мусульманского сообщества России. Если бы я его встретил, то я сегодня сказал бы ему это лично совершенно искренне. Я искренне восхищаюсь тем, что он смог увидеть то, чего я не видел все эти годы, хотя и возглавлял ДУМНО».

### Отрицательные
В 2005 году Совет муфтиев России официально обвинил Силантьева в искажении фактов в его книгах об исламе:

Силантьев опубликовал от своего имени, впрямую ассоциируемого с должностью Исполнительного секретаря МСР и сотрудника ОВЦС Московского патриархата, своего рода дайджест «желтой прессы»: различные слухи и сплетни, а также собственные домыслы, представляющие собой попытку очернить священнослужителей и руководителей почти всех религиозных центров традиционного ислама России.

В 2005 году руководитель Центра по изучению проблем религии и общества Института Европы РАН А. А. Красиков, излагая итоги научной конференции «За религиозную толерантность», указал, что в понимание религиозной толерантности исполнительного секретаря Межрелигиозного совета России Романа Силантьева входит «возрождение духовности российского общества», чему, в частности, помогает то, что «Совет борется с новыми религиозными движениями». При этом Красиков отметил, что в Межрелигиозном совете отсутствуют католики и протестанты, также отмечая, что обществу «Сознания Кришны» было отказано в просьбе войти в состав совета и построить храм в Москве. В последнем случае Красиков приводит слова Силантьева «правительство Москвы с пониманием отнеслось к позиции Совета, так что никакого храма кришнаитов здесь не будет и деструктивная деятельность секты уменьшится», также отмечая, что после конференции председатель руководящего совета Центра обществ «Сознание Кришны» написал организаторам конференции записку, где отмечалось, что «это религиозное объединение не является „деструктивной сектой“ и имеет официальную государственную регистрацию».
В 2006 году социолог и историк Н. А. Митрохин в журнале Неприкосновенный запас оценил книгу Силантьева «Новейшая история исламского сообщества России» как «оскорбительную для большинства мусульманских лидеров».
В 2008 году Р. Н. Лункин на сайте Славянского правового центра высказывал следующее мнение о Силантьеве: «Как православный „правозащитник“ Силантьев борется с верующими — в том числе, даже с православными, если они из других юрисдикций». Лункин также критиковал взаимодействие Силантьева с «Интерфаксом», которое Лункин оценивает как унижение альтернативного православия: «С его подачи „Интерфакс“ называл представителей Российской Православной Автономной Церкви — официально зарегистрированной в России централизованной религиозной организации — „сектой педофилов“, или даже „неопедофилов“, а также „мошенниками“ и „самоубийцами“».
В 2008 году кандидат исторических наук Р. Ю. Беляков, рассматривая периодически возникающие исламо-христианские конфликты в Поволжье, высказал следующее мнение: «Однако политизированные заявления в стиле муфтия Нифигуллы Аширова или бывшего функционера Отдела внешних церковных связей РПЦ Романа Силантьева, к счастью, не задают тон в исламо-христианских отношениях».
В 2011 году философ и востоковед Ю. Г. Петраш в интервью информационно-аналитическому каналу «Ансар» высказал мнение о слабых познаниях Силантьева в области исламоведения:

И самое парадоксальное во всем его стремительном беге по карьерной тропе, это то, что он стал «известным исламоведом» в России… Ну-те! Это по каким же таким заслугам перед одной из труднейших наук — исламоведением? По его крикливым и мелкотравчатым опусам? Особенно по его «Новейшей истории исламского сообщества России»?
Позвольте, с каких это пор книга, содержание которой не выдерживает научных критериев, может претендовать на научность, а её автор считается «известным»? Впрочем, может, как Дон Кихот, он сражается с ветряными мельницами на звание рыцаря. И наш Роман Силантьев, извините, «рыцарь печального невежества».

В 2011 году кандидат исторических наук А. В. Постнов отметил, что в книге «Новейшая история исламского сообщества России» Силантьев «выступает с позиций воцерковленного православного исследователя, что обусловило негативную реакцию на его работу со стороны многих мусульманских религиозных деятелей России».
В 2013 году исламский и русский публицист Харун Сидоров охарактеризовал Силантьева как «идеолога политики государственной исламофобии».
В 2015 году во время слушаний в Общественной палате по вопросу ношения платка ученицами российских общеобразовательных школ первый заместитель председателя ДУМ РФ Дамир Мухетдинов демонстративно покинул зал заявив: «Приглашение Романа Силантьева, деятельность и высказывания которого вызывают резкое отторжение у большей части мусульманской общественности страны, в президиум общественных слушаний, я расцениваю не иначе как демонстрацию пренебрежения к мнению мусульман России». Кроме того, зал заседания покинула автор одного из переводов Корана на русский язык, Валерия Порохова. Порохова была недовольна плохой организацией слушаний, а также присутствием Силантьева — «недруга ислама, всегда агрессивно настроенного против мусульман».

## Награды
- Номинант на государственную премию за написание статей в энциклопедии «Народы и религии мира»[75];
- Лауреат Международной премии «Имперская культура» имени Эдуарда Володина Союза писателей России за 2005 год в номинации «История» за книгу «Новейшая история исламского сообщества России»[76];
- Указом губернатора Кемеровской области Амана Тулеева «за большой вклад в возрождение и преумножение духовно-нравственных и культурно-исторических ценностей российского народа на земле Кузнецкой, укрепление межконфессионального и межнационального мира, согласия и стабильности в обществе» награждён медалью «За веру и добро»[77];
- 24 августа 2011 года награждён медалью фестиваля фантастики «Серебряная стрела» «за вклад в развитие российской фантастики и пропаганду патриотических идей в литературе».[78]
- 30 января 2012 года вместе с писателем-фантастом Сергеем Чекмаевым награждён премией конвента «Басткон» (конференции писателей-фантастов) «за старт особо значимых литературных проектов» в виде серии фантастических сборников «Антитеррор-2020» и «Беспощадная толерантность»[79];
- 24 апреля 2023 года председателем Центрального духовного управления мусульман (ЦДУМ) России верховным муфтием Талгатом Таджуддиом награждён медалью «Аль-Игтисам» («Сплочённость») степени «Сагид бин Зайд радыяЛЛаhу’анhу» «за видные заслуги в деле духовно-нравственного возрождения общества и весомый вклад в сохранение исконного отечественного духовного наследия, укрепление мира и согласия между народами и последователями традиционных конфессий России»[80].

## Научные труды

### Монографии
- Силантьев Р. А. Новейшая история исламского сообщества России. — М., 2005. — 632 с. — ISBN 5-8402-0104-9.
- Силантьев Р. А. Новейшая история ислама в России. — М.: Алгоритм, 2007. — 576 с. — 4000 экз. — ISBN 978-5-9265-0322-4. Архивировано 4 марта 2016 года.
- Силантьев Р. А. Ислам в современной России. Энциклопедия. — М.: Алгоритм, 2008. — 576 с. — ISBN 978-5-9265-0467-2.
- Силантьев Р. А. Интерактивная карта религиозных общин России. — 2009.
- Якунин В. И., Сулакшин С. С., Симонов В. В., Багдасарян В. Э., Вилисов М. В., Куропаткина О. В., Нетесова М. С., Сазонова Е. С., Силантьев Р. А., Хвыля-Олинтер А. И., Ярутич А. Ю. Социальное партнерство государства и религиозных организаций. Монография. — М.: Научный эксперт, 2009. — 232 с. — ISBN 978-5-91290-040-2.
- Силантьев Р. А., Касюк А. Я., Новиков Л. П., Стародубцев О. В. Хронограф. Православие и ислам в истории России. — М.: Рема, 2009.
- Силантьев Р. А. Мусульманская дипломатия в России: история и современность. — М.: ИПК МГЛУ «Рема», 2010. — 488 с. — 500 экз. — ISBN 978-5-88983-291-1.
- Силантьев Р. А. Интерактивная карта всех религиозных общин России. Архивировано 21 июня 2011 года.
- Силантьев Р. А. Совет муфтиев России: история одной фитны. — М.: РИСИ, 2015. — 628 с. — 1000 экз. — ISBN 978-5-7893-0223-1.
- Силантьев Р. А. 100 самых известных «русских мусульман». — Екатеринбург: Екатеринбургская епархия, миссионер. отд, 2016. — 216 с. — 500 экз.
- Силантьев Р. А. Современная география исламского сообщества России. — М.: РИСИ, 2016. — 248 с. — 500 экз. — ISBN 978-5-91862-036-6.
- Силантьев Р. А. «Русские мусульмане»: монография. — М.: МГЛУ, 2020. — 478 с. — 500 экз. — ISBN 978-5-00120-201-1.
- Силантьев Р. А., Стрекалова О. Ю. Некроманты наших дней, или обзор услуг по оживлению людей, организаций и государств. — М.: Снежный ком, 2020. — 166 с. — 500 экз. — ISBN 978-5-6044966-2-6.
- Силантьев Р. А., Рагозин Ю. Г. Параправославные секты в современной России. — М.: Снежный ком М, 2021. — 432 с.
- Силантьев Р. А., Чекмаев С. В., Рагозин Ю. Г. Сатанисты против «биомусора» (история мизантропической идеологии в России). — М.: Снежный ком М, 2022. — 222 с. — ISBN 978-5-6048116-7-2.

### Пособия
- Лингвотерминологический глоссарий основных христианских, исламских, буддийских и иудаистских понятий / Силантьев Р. А., И. И. Халеева и др.. — М.: ИПК МГЛУ «Рема», 2008.
- Силантьев Р. А., Пучков П. И., Филатов Е. Г. Атлас исламского сообщества России. — М.: ИПК МГЛУ «Рема», 2009.
- Народы России. Атлас культур и религий / Р. А. Силантьев, А. П. Зенько, П. И. Пучков и др.. — 2-е изд.. — М.: Дизайн. Информация. Картография, 2009.
- Величко А. М., Саввин А. В., Силантьев Р. А. Учимся соблюдать законы: Научно-популярная брошюра. — М.: Издательский центр РГУ нефти и газа имени И. М. Губкина, 2012. — 55 с.
- Взаимодействие российского государства и мусульманской уммы: история и современность. Учебное пособие. — М.: ИПК МГЛУ «Рема», 2012.
- Атлас Русской Православной Церкви / Р. А. Силантьев и др.. — М.: Инкотек, 2014.
- Ислам. Пособие для православных миссионеров / Силантьев Р. А.,  свящ. Г. Максимов, муфтий Ф. С. Хайдаров, имам-хатыб В. Якупов ; Под общ. ред. д-ра ист. наук, проф. МГЛУ Р. А. Силантьева. — Екатеринбург: Екатеринбургская епархия, Миссионерский раздел, 2016. — 464 с. — 3000 экз.

### Энциклопедии
Народы и религии мира
- Силантьев Р. А. Аладура // Народы и религии мира: Энциклопедия / Ин-т этнологии и антропологии им. Н. Н. Миклухо-Маклая Рос. Акад. Наук (Москва); Гл. ред. В. А. Тишков; Редкол.: О. Ю. Артемова, С. А. Арутюнов, А. Н. Кожановский, В. М. Макаревич (зам. гл. ред.), В. А. Попов, П. И. Пучков (зам. гл. ред.), Г. Ю. Ситнянский. — М.: Большая рос. энцикл., 1998. — С. 675. — 928 с. — 100 000 экз. — ISBN 5-85270-155-6.
- Силантьев Р. А. Аум синрикё // Народы и религии мира: Энциклопедия / Ин-т этнологии и антропологии им. Н. Н. Миклухо-Маклая Рос. Акад. Наук (Москва); Гл. ред. В. А. Тишков; Редкол.: О. Ю. Артемова, С. А. Арутюнов, А. Н. Кожановский, В. М. Макаревич (зам. гл. ред.), В. А. Попов, П. И. Пучков (зам. гл. ред.), Г. Ю. Ситнянский. — М.: Большая рос. энцикл., 1998. — С. 684—685. — 928 с. — 100 000 экз. — ISBN 5-85270-155-6.
- Силантьев Р. А. Африканская апостольская церковь // Народы и религии мира: Энциклопедия / Ин-т этнологии и антропологии им. Н. Н. Миклухо-Маклая Рос. Акад. Наук (Москва); Гл. ред. В. А. Тишков; Редкол.: О. Ю. Артемова, С. А. Арутюнов, А. Н. Кожановский, В. М. Макаревич (зам. гл. ред.), В. А. Попов, П. И. Пучков (зам. гл. ред.), Г. Ю. Ситнянский. — М.: Большая рос. энцикл., 1998. — С. 685. — 928 с. — 100 000 экз. — ISBN 5-85270-155-6.
- Силантьев Р. А. Африканская реформированная церковь // Народы и религии мира: Энциклопедия / Ин-т этнологии и антропологии им. Н. Н. Миклухо-Маклая Рос. Акад. Наук (Москва); Гл. ред. В. А. Тишков; Редкол.: О. Ю. Артемова, С. А. Арутюнов, А. Н. Кожановский, В. М. Макаревич (зам. гл. ред.), В. А. Попов, П. И. Пучков (зам. гл. ред.), Г. Ю. Ситнянский. — М.: Большая рос. энцикл., 1998. — С. 686. — 928 с. — 100 000 экз. — ISBN 5-85270-155-6.
- Силантьев Р. А. Афроамериканское вуду // Народы и религии мира: Энциклопедия / Ин-т этнологии и антропологии им. Н. Н. Миклухо-Маклая Рос. Акад. Наук (Москва); Гл. ред. В. А. Тишков; Редкол.: О. Ю. Артемова, С. А. Арутюнов, А. Н. Кожановский, В. М. Макаревич (зам. гл. ред.), В. А. Попов, П. И. Пучков (зам. гл. ред.), Г. Ю. Ситнянский. — М.: Большая рос. энцикл., 1998. — С. 686. — 928 с. — 100 000 экз. — ISBN 5-85270-155-6.
- Силантьев Р. А. Афрохристианские течения // Народы и религии мира: Энциклопедия / Ин-т этнологии и антропологии им. Н. Н. Миклухо-Маклая Рос. Акад. Наук (Москва); Гл. ред. В. А. Тишков; Редкол.: О. Ю. Артемова, С. А. Арутюнов, А. Н. Кожановский, В. М. Макаревич (зам. гл. ред.), В. А. Попов, П. И. Пучков (зам. гл. ред.), Г. Ю. Ситнянский. — М.: Большая рос. энцикл., 1998. — С. 686—687. — 928 с. — 100 000 экз. — ISBN 5-85270-155-6.
- Силантьев Р. А. Бахаизм // Народы и религии мира: Энциклопедия / Ин-т этнологии и антропологии им. Н. Н. Миклухо-Маклая Рос. Акад. Наук (Москва); Гл. ред. В. А. Тишков; Редкол.: О. Ю. Артемова, С. А. Арутюнов, А. Н. Кожановский, В. М. Макаревич (зам. гл. ред.), В. А. Попов, П. И. Пучков (зам. гл. ред.), Г. Ю. Ситнянский. — М.: Большая рос. энцикл., 1998. — С. 690—691. — 928 с. — 100 000 экз. — ISBN 5-85270-155-6.
- Силантьев Р. А. Белое братство // Народы и религии мира: Энциклопедия / Ин-т этнологии и антропологии им. Н. Н. Миклухо-Маклая Рос. Акад. Наук (Москва); Гл. ред. В. А. Тишков; Редкол.: О. Ю. Артемова, С. А. Арутюнов, А. Н. Кожановский, В. М. Макаревич (зам. гл. ред.), В. А. Попов, П. И. Пучков (зам. гл. ред.), Г. Ю. Ситнянский. — М.: Большая рос. энцикл., 1998. — С. 692. — 928 с. — 100 000 экз. — ISBN 5-85270-155-6.
- Силантьев Р. А. Богородичный центр // Народы и религии мира: Энциклопедия / Ин-т этнологии и антропологии им. Н. Н. Миклухо-Маклая Рос. Акад. Наук (Москва); Гл. ред. В. А. Тишков; Редкол.: О. Ю. Артемова, С. А. Арутюнов, А. Н. Кожановский, В. М. Макаревич (зам. гл. ред.), В. А. Попов, П. И. Пучков (зам. гл. ред.), Г. Ю. Ситнянский. — М.: Большая рос. энцикл., 1998. — С. 693. — 928 с. — 100 000 экз. — ISBN 5-85270-155-6.
- Силантьев Р. А. Брахма кумарис // Народы и религии мира: Энциклопедия / Ин-т этнологии и антропологии им. Н. Н. Миклухо-Маклая Рос. Акад. Наук (Москва); Гл. ред. В. А. Тишков; Редкол.: О. Ю. Артемова, С. А. Арутюнов, А. Н. Кожановский, В. М. Макаревич (зам. гл. ред.), В. А. Попов, П. И. Пучков (зам. гл. ред.), Г. Ю. Ситнянский. — М.: Большая рос. энцикл., 1998. — С. 694—695. — 928 с. — 100 000 экз. — ISBN 5-85270-155-6.
- Силантьев Р. А. Вечный священный орден херувимов и серафимов // Народы и религии мира: Энциклопедия / Ин-т этнологии и антропологии им. Н. Н. Миклухо-Маклая Рос. Акад. Наук (Москва); Гл. ред. В. А. Тишков; Редкол.: О. Ю. Артемова, С. А. Арутюнов, А. Н. Кожановский, В. М. Макаревич (зам. гл. ред.), В. А. Попов, П. И. Пучков (зам. гл. ред.), Г. Ю. Ситнянский. — М.: Большая рос. энцикл., 1998. — С. 701. — 928 с. — 100 000 экз. — ISBN 5-85270-155-6.
- Силантьев Р. А. Вон-буддизм // Народы и религии мира: Энциклопедия / Ин-т этнологии и антропологии им. Н. Н. Миклухо-Маклая Рос. Акад. Наук (Москва); Гл. ред. В. А. Тишков; Редкол.: О. Ю. Артемова, С. А. Арутюнов, А. Н. Кожановский, В. М. Макаревич (зам. гл. ред.), В. А. Попов, П. И. Пучков (зам. гл. ред.), Г. Ю. Ситнянский. — М.: Большая рос. энцикл., 1998. — С. 703. — 928 с. — 100 000 экз. — ISBN 5-85270-155-6.
- Силантьев Р. А. Вуду // Народы и религии мира: Энциклопедия / Ин-т этнологии и антропологии им. Н. Н. Миклухо-Маклая Рос. Акад. Наук (Москва); Гл. ред. В. А. Тишков; Редкол.: О. Ю. Артемова, С. А. Арутюнов, А. Н. Кожановский, В. М. Макаревич (зам. гл. ред.), В. А. Попов, П. И. Пучков (зам. гл. ред.), Г. Ю. Ситнянский. — М.: Большая рос. энцикл., 1998. — С. 704—705. — 928 с. — 100 000 экз. — ISBN 5-85270-155-6.
- Силантьев Р. А. Дети бога // Народы и религии мира: Энциклопедия / Ин-т этнологии и антропологии им. Н. Н. Миклухо-Маклая Рос. Акад. Наук (Москва); Гл. ред. В. А. Тишков; Редкол.: О. Ю. Артемова, С. А. Арутюнов, А. Н. Кожановский, В. М. Макаревич (зам. гл. ред.), В. А. Попов, П. И. Пучков (зам. гл. ред.), Г. Ю. Ситнянский. — М.: Большая рос. энцикл., 1998. — С. 711. — 928 с. — 100 000 экз. — ISBN 5-85270-155-6.
- Силантьев Р. А. Иннокентьевцы // Народы и религии мира: Энциклопедия / Ин-т этнологии и антропологии им. Н. Н. Миклухо-Маклая Рос. Акад. Наук (Москва); Гл. ред. В. А. Тишков; Редкол.: О. Ю. Артемова, С. А. Арутюнов, А. Н. Кожановский, В. М. Макаревич (зам. гл. ред.), В. А. Попов, П. И. Пучков (зам. гл. ред.), Г. Ю. Ситнянский. — М.: Большая рос. энцикл., 1998. — С. 734. — 928 с. — 100 000 экз. — ISBN 5-85270-155-6.
- Силантьев Р. А. Какседо // Народы и религии мира: Энциклопедия / Ин-т этнологии и антропологии им. Н. Н. Миклухо-Маклая Рос. Акад. Наук (Москва); Гл. ред. В. А. Тишков; Редкол.: О. Ю. Артемова, С. А. Арутюнов, А. Н. Кожановский, В. М. Макаревич (зам. гл. ред.), В. А. Попов, П. И. Пучков (зам. гл. ред.), Г. Ю. Ситнянский. — М.: Большая рос. энцикл., 1998. — С. 744. — 928 с. — 100 000 экз. — ISBN 5-85270-155-6.
- Силантьев Р. А. Кимбангизм // Народы и религии мира: Энциклопедия / Ин-т этнологии и антропологии им. Н. Н. Миклухо-Маклая Рос. Акад. Наук (Москва); Гл. ред. В. А. Тишков; Редкол.: О. Ю. Артемова, С. А. Арутюнов, А. Н. Кожановский, В. М. Макаревич (зам. гл. ред.), В. А. Попов, П. И. Пучков (зам. гл. ред.), Г. Ю. Ситнянский. — М.: Большая рос. энцикл., 1998. — С. 750. — 928 с. — 100 000 экз. — ISBN 5-85270-155-6.
- Силантьев Р. А. Китавала // Народы и религии мира: Энциклопедия / Ин-т этнологии и антропологии им. Н. Н. Миклухо-Маклая Рос. Акад. Наук (Москва); Гл. ред. В. А. Тишков; Редкол.: О. Ю. Артемова, С. А. Арутюнов, А. Н. Кожановский, В. М. Макаревич (зам. гл. ред.), В. А. Попов, П. И. Пучков (зам. гл. ред.), Г. Ю. Ситнянский. — М.: Большая рос. энцикл., 1998. — С. 750—751. — 928 с. — 100 000 экз. — ISBN 5-85270-155-6.
- Силантьев Р. А. Корейские синкретические секты // Народы и религии мира: Энциклопедия / Ин-т этнологии и антропологии им. Н. Н. Миклухо-Маклая Рос. Акад. Наук (Москва); Гл. ред. В. А. Тишков; Редкол.: О. Ю. Артемова, С. А. Арутюнов, А. Н. Кожановский, В. М. Макаревич (зам. гл. ред.), В. А. Попов, П. И. Пучков (зам. гл. ред.), Г. Ю. Ситнянский. — М.: Большая рос. энцикл., 1998. — С. 756—757. — 928 с. — 100 000 экз. — ISBN 5-85270-155-6.
- Джарылгасинова Р. Ш., Силантьев Р. А. Корейский шаманизм // Народы и религии мира: Энциклопедия / Ин-т этнологии и антропологии им. Н. Н. Миклухо-Маклая Рос. Акад. Наук (Москва); Гл. ред. В. А. Тишков; Редкол.: О. Ю. Артемова, С. А. Арутюнов, А. Н. Кожановский, В. М. Макаревич (зам. гл. ред.), В. А. Попов, П. И. Пучков (зам. гл. ред.), Г. Ю. Ситнянский. — М.: Большая рос. энцикл., 1998. — С. 757. — 928 с. — 100 000 экз. — ISBN 5-85270-155-6.
- Силантьев Р. А. Легион Марии // Народы и религии мира: Энциклопедия / Ин-т этнологии и антропологии им. Н. Н. Миклухо-Маклая Рос. Акад. Наук (Москва); Гл. ред. В. А. Тишков; Редкол.: О. Ю. Артемова, С. А. Арутюнов, А. Н. Кожановский, В. М. Макаревич (зам. гл. ред.), В. А. Попов, П. И. Пучков (зам. гл. ред.), Г. Ю. Ситнянский. — М.: Большая рос. энцикл., 1998. — С. 759. — 928 с. — 100 000 экз. — ISBN 5-85270-155-6.
- Силантьев Р. А. Лумпа // Народы и религии мира: Энциклопедия / Ин-т этнологии и антропологии им. Н. Н. Миклухо-Маклая Рос. Акад. Наук (Москва); Гл. ред. В. А. Тишков; Редкол.: О. Ю. Артемова, С. А. Арутюнов, А. Н. Кожановский, В. М. Макаревич (зам. гл. ред.), В. А. Попов, П. И. Пучков (зам. гл. ред.), Г. Ю. Ситнянский. — М.: Большая рос. энцикл., 1998. — С. 760. — 928 с. — 100 000 экз. — ISBN 5-85270-155-6.
- Силантьев Р. А. Мавро-американский научный храм // Народы и религии мира: Энциклопедия / Ин-т этнологии и антропологии им. Н. Н. Миклухо-Маклая Рос. Акад. Наук (Москва); Гл. ред. В. А. Тишков; Редкол.: О. Ю. Артемова, С. А. Арутюнов, А. Н. Кожановский, В. М. Макаревич (зам. гл. ред.), В. А. Попов, П. И. Пучков (зам. гл. ред.), Г. Ю. Ситнянский. — М.: Большая рос. энцикл., 1998. — С. 762. — 928 с. — 100 000 экз. — ISBN 5-85270-155-6.
- Силантьев Р. А. Международная коммуна саньясинов // Народы и религии мира: Энциклопедия / Ин-т этнологии и антропологии им. Н. Н. Миклухо-Маклая Рос. Акад. Наук (Москва); Гл. ред. В. А. Тишков; Редкол.: О. Ю. Артемова, С. А. Арутюнов, А. Н. Кожановский, В. М. Макаревич (зам. гл. ред.), В. А. Попов, П. И. Пучков (зам. гл. ред.), Г. Ю. Ситнянский. — М.: Большая рос. энцикл., 1998. — С. 765—766. — 928 с. — 100 000 экз. — ISBN 5-85270-155-6.
- Силантьев Р. А. Международное общество сознания Кришны // Народы и религии мира: Энциклопедия / Ин-т этнологии и антропологии им. Н. Н. Миклухо-Маклая Рос. Акад. Наук (Москва); Гл. ред. В. А. Тишков; Редкол.: О. Ю. Артемова, С. А. Арутюнов, А. Н. Кожановский, В. М. Макаревич (зам. гл. ред.), В. А. Попов, П. И. Пучков (зам. гл. ред.), Г. Ю. Ситнянский. — М.: Большая рос. энцикл., 1998. — С. 767—768. — 928 с. — 100 000 экз. — ISBN 5-85270-155-6.
- Силантьев Р. А. Международные церкви Христа // Народы и религии мира: Энциклопедия / Ин-т этнологии и антропологии им. Н. Н. Миклухо-Маклая Рос. Акад. Наук (Москва); Гл. ред. В. А. Тишков; Редкол.: О. Ю. Артемова, С. А. Арутюнов, А. Н. Кожановский, В. М. Макаревич (зам. гл. ред.), В. А. Попов, П. И. Пучков (зам. гл. ред.), Г. Ю. Ситнянский. — М.: Большая рос. энцикл., 1998. — С. 768. — 928 с. — 100 000 экз. — ISBN 5-85270-155-6.
- Силантьев Р. А. Мессианский иудаизм // Народы и религии мира: Энциклопедия / Ин-т этнологии и антропологии им. Н. Н. Миклухо-Маклая Рос. Акад. Наук (Москва); Гл. ред. В. А. Тишков; Редкол.: О. Ю. Артемова, С. А. Арутюнов, А. Н. Кожановский, В. М. Макаревич (зам. гл. ред.), В. А. Попов, П. И. Пучков (зам. гл. ред.), Г. Ю. Ситнянский. — М.: Большая рос. энцикл., 1998. — С. 770. — 928 с. — 100 000 экз. — ISBN 5-85270-155-6.
- Силантьев Р. А. Назаретская баптистская церковь // Народы и религии мира: Энциклопедия / Ин-т этнологии и антропологии им. Н. Н. Миклухо-Маклая Рос. Акад. Наук (Москва); Гл. ред. В. А. Тишков; Редкол.: О. Ю. Артемова, С. А. Арутюнов, А. Н. Кожановский, В. М. Макаревич (зам. гл. ред.), В. А. Попов, П. И. Пучков (зам. гл. ред.), Г. Ю. Ситнянский. — М.: Большая рос. энцикл., 1998. — С. 776. — 928 с. — 100 000 экз. — ISBN 5-85270-155-6.
- Силантьев Р. А. Нация ислама // Народы и религии мира: Энциклопедия / Ин-т этнологии и антропологии им. Н. Н. Миклухо-Маклая Рос. Акад. Наук (Москва); Гл. ред. В. А. Тишков; Редкол.: О. Ю. Артемова, С. А. Арутюнов, А. Н. Кожановский, В. М. Макаревич (зам. гл. ред.), В. А. Попов, П. И. Пучков (зам. гл. ред.), Г. Ю. Ситнянский. — М.: Большая рос. энцикл., 1998. — С. 778. — 928 с. — 100 000 экз. — ISBN 5-85270-155-6.
- Силантьев Р. А. Новый Акрополь // Народы и религии мира: Энциклопедия / Ин-т этнологии и антропологии им. Н. Н. Миклухо-Маклая Рос. Акад. Наук (Москва); Гл. ред. В. А. Тишков; Редкол.: О. Ю. Артемова, С. А. Арутюнов, А. Н. Кожановский, В. М. Макаревич (зам. гл. ред.), В. А. Попов, П. И. Пучков (зам. гл. ред.), Г. Ю. Ситнянский. — М.: Большая рос. энцикл., 1998. — С. 780. — 928 с. — 100 000 экз. — ISBN 5-85270-155-6.
- Силантьев Р. А. Новый век // Народы и религии мира: Энциклопедия / Ин-т этнологии и антропологии им. Н. Н. Миклухо-Маклая Рос. Акад. Наук (Москва); Гл. ред. В. А. Тишков; Редкол.: О. Ю. Артемова, С. А. Арутюнов, А. Н. Кожановский, В. М. Макаревич (зам. гл. ред.), В. А. Попов, П. И. Пучков (зам. гл. ред.), Г. Ю. Ситнянский. — М.: Большая рос. энцикл., 1998. — С. 780—781. — 928 с. — 100 000 экз. — ISBN 5-85270-155-6.
- Силантьев Р. А. Община единой веры // Народы и религии мира: Энциклопедия / Ин-т этнологии и антропологии им. Н. Н. Миклухо-Маклая Рос. Акад. Наук (Москва); Гл. ред. В. А. Тишков; Редкол.: О. Ю. Артемова, С. А. Арутюнов, А. Н. Кожановский, В. М. Макаревич (зам. гл. ред.), В. А. Попов, П. И. Пучков (зам. гл. ред.), Г. Ю. Ситнянский. — М.: Большая рос. энцикл., 1998. — С. 782—783. — 928 с. — 100 000 экз. — ISBN 5-85270-155-6.
- Силантьев Р. А. Палерия // Народы и религии мира: Энциклопедия / Ин-т этнологии и антропологии им. Н. Н. Миклухо-Маклая Рос. Акад. Наук (Москва); Гл. ред. В. А. Тишков; Редкол.: О. Ю. Артемова, С. А. Арутюнов, А. Н. Кожановский, В. М. Макаревич (зам. гл. ред.), В. А. Попов, П. И. Пучков (зам. гл. ред.), Г. Ю. Ситнянский. — М.: Большая рос. энцикл., 1998. — С. 791. — 928 с. — 100 000 экз. — ISBN 5-85270-155-6.
- Силантьев Р. А. Петровцы // Народы и религии мира: Энциклопедия / Ин-т этнологии и антропологии им. Н. Н. Миклухо-Маклая Рос. Акад. Наук (Москва); Гл. ред. В. А. Тишков; Редкол.: О. Ю. Артемова, С. А. Арутюнов, А. Н. Кожановский, В. М. Макаревич (зам. гл. ред.), В. А. Попов, П. И. Пучков (зам. гл. ред.), Г. Ю. Ситнянский. — М.: Большая рос. энцикл., 1998. — С. 792. — 928 с. — 100 000 экз. — ISBN 5-85270-155-6.
- Силантьев Р. А. Поместная церковь // Народы и религии мира: Энциклопедия / Ин-т этнологии и антропологии им. Н. Н. Миклухо-Маклая Рос. Акад. Наук (Москва); Гл. ред. В. А. Тишков; Редкол.: О. Ю. Артемова, С. А. Арутюнов, А. Н. Кожановский, В. М. Макаревич (зам. гл. ред.), В. А. Попов, П. И. Пучков (зам. гл. ред.), Г. Ю. Ситнянский. — М.: Большая рос. энцикл., 1998. — С. 793—794. — 928 с. — 100 000 экз. — ISBN 5-85270-155-6.
- Силантьев Р. А. Ратана // Народы и религии мира: Энциклопедия / Ин-т этнологии и антропологии им. Н. Н. Миклухо-Маклая Рос. Акад. Наук (Москва); Гл. ред. В. А. Тишков; Редкол.: О. Ю. Артемова, С. А. Арутюнов, А. Н. Кожановский, В. М. Макаревич (зам. гл. ред.), В. А. Попов, П. И. Пучков (зам. гл. ред.), Г. Ю. Ситнянский. — М.: Большая рос. энцикл., 1998. — С. 813. — 928 с. — 100 000 экз. — ISBN 5-85270-155-6.
- Силантьев Р. А. Сантерия // Народы и религии мира: Энциклопедия / Ин-т этнологии и антропологии им. Н. Н. Миклухо-Маклая Рос. Акад. Наук (Москва); Гл. ред. В. А. Тишков; Редкол.: О. Ю. Артемова, С. А. Арутюнов, А. Н. Кожановский, В. М. Макаревич (зам. гл. ред.), В. А. Попов, П. И. Пучков (зам. гл. ред.), Г. Ю. Ситнянский. — М.: Большая рос. энцикл., 1998. — С. 824. — 928 с. — 100 000 экз. — ISBN 5-85270-155-6.
- Силантьев Р. А. Сионские церкви Африки // Народы и религии мира: Энциклопедия / Ин-т этнологии и антропологии им. Н. Н. Миклухо-Маклая Рос. Акад. Наук (Москва); Гл. ред. В. А. Тишков; Редкол.: О. Ю. Артемова, С. А. Арутюнов, А. Н. Кожановский, В. М. Макаревич (зам. гл. ред.), В. А. Попов, П. И. Пучков (зам. гл. ред.), Г. Ю. Ситнянский. — М.: Большая рос. энцикл., 1998. — С. 830. — 928 с. — 100 000 экз. — ISBN 5-85270-155-6.
- Силантьев Р. А. Спиритуализм // Народы и религии мира: Энциклопедия / Ин-т этнологии и антропологии им. Н. Н. Миклухо-Маклая Рос. Акад. Наук (Москва); Гл. ред. В. А. Тишков; Редкол.: О. Ю. Артемова, С. А. Арутюнов, А. Н. Кожановский, В. М. Макаревич (зам. гл. ред.), В. А. Попов, П. И. Пучков (зам. гл. ред.), Г. Ю. Ситнянский. — М.: Большая рос. энцикл., 1998. — С. 833. — 928 с. — 100 000 экз. — ISBN 5-85270-155-6.
- Силантьев Р. А. СУБУД // Народы и религии мира: Энциклопедия / Ин-т этнологии и антропологии им. Н. Н. Миклухо-Маклая Рос. Акад. Наук (Москва); Гл. ред. В. А. Тишков; Редкол.: О. Ю. Артемова, С. А. Арутюнов, А. Н. Кожановский, В. М. Макаревич (зам. гл. ред.), В. А. Попов, П. И. Пучков (зам. гл. ред.), Г. Ю. Ситнянский. — М.: Большая рос. энцикл., 1998. — С. 835. — 928 с. — 100 000 экз. — ISBN 5-85270-155-6.
- Силантьев Р. А. Тантра сангха // Народы и религии мира: Энциклопедия / Ин-т этнологии и антропологии им. Н. Н. Миклухо-Маклая Рос. Акад. Наук (Москва); Гл. ред. В. А. Тишков; Редкол.: О. Ю. Артемова, С. А. Арутюнов, А. Н. Кожановский, В. М. Макаревич (зам. гл. ред.), В. А. Попов, П. И. Пучков (зам. гл. ред.), Г. Ю. Ситнянский. — М.: Большая рос. энцикл., 1998. — С. 837—838. — 928 с. — 100 000 экз. — ISBN 5-85270-155-6.
- Силантьев Р. А. Толстовство // Народы и религии мира: Энциклопедия / Ин-т этнологии и антропологии им. Н. Н. Миклухо-Маклая Рос. Акад. Наук (Москва); Гл. ред. В. А. Тишков; Редкол.: О. Ю. Артемова, С. А. Арутюнов, А. Н. Кожановский, В. М. Макаревич (зам. гл. ред.), В. А. Попов, П. И. Пучков (зам. гл. ред.), Г. Ю. Ситнянский. — М.: Большая рос. энцикл., 1998. — С. 838. — 928 с. — 100 000 экз. — ISBN 5-85270-155-6.
- Силантьев Р. А. Трансцендентальная медитация // Народы и религии мира: Энциклопедия / Ин-т этнологии и антропологии им. Н. Н. Миклухо-Маклая Рос. Акад. Наук (Москва); Гл. ред. В. А. Тишков; Редкол.: О. Ю. Артемова, С. А. Арутюнов, А. Н. Кожановский, В. М. Макаревич (зам. гл. ред.), В. А. Попов, П. И. Пучков (зам. гл. ред.), Г. Ю. Ситнянский. — М.: Большая рос. энцикл., 1998. — С. 838—839. — 928 с. — 100 000 экз. — ISBN 5-85270-155-6.
- Силантьев Р. А. Умбанда // Народы и религии мира: Энциклопедия / Ин-т этнологии и антропологии им. Н. Н. Миклухо-Маклая Рос. Акад. Наук (Москва); Гл. ред. В. А. Тишков; Редкол.: О. Ю. Артемова, С. А. Арутюнов, А. Н. Кожановский, В. М. Макаревич (зам. гл. ред.), В. А. Попов, П. И. Пучков (зам. гл. ред.), Г. Ю. Ситнянский. — М.: Большая рос. энцикл., 1998. — С. 844. — 928 с. — 100 000 экз. — ISBN 5-85270-155-6.
- Силантьев Р. А. Филиппинская церковь Христа // Народы и религии мира: Энциклопедия / Ин-т этнологии и антропологии им. Н. Н. Миклухо-Маклая Рос. Акад. Наук (Москва); Гл. ред. В. А. Тишков; Редкол.: О. Ю. Артемова, С. А. Арутюнов, А. Н. Кожановский, В. М. Макаревич (зам. гл. ред.), В. А. Попов, П. И. Пучков (зам. гл. ред.), Г. Ю. Ситнянский. — М.: Большая рос. энцикл., 1998. — С. 847. — 928 с. — 100 000 экз. — ISBN 5-85270-155-6.
- Силантьев Р. А. Харризм // Народы и религии мира: Энциклопедия / Ин-т этнологии и антропологии им. Н. Н. Миклухо-Маклая Рос. Акад. Наук (Москва); Гл. ред. В. А. Тишков; Редкол.: О. Ю. Артемова, С. А. Арутюнов, А. Н. Кожановский, В. М. Макаревич (зам. гл. ред.), В. А. Попов, П. И. Пучков (зам. гл. ред.), Г. Ю. Ситнянский. — М.: Большая рос. энцикл., 1998. — С. 849. — 928 с. — 100 000 экз. — ISBN 5-85270-155-6.
- Силантьев Р. А. Христиане полного Евангелия // Народы и религии мира: Энциклопедия / Ин-т этнологии и антропологии им. Н. Н. Миклухо-Маклая Рос. Акад. Наук (Москва); Гл. ред. В. А. Тишков; Редкол.: О. Ю. Артемова, С. А. Арутюнов, А. Н. Кожановский, В. М. Макаревич (зам. гл. ред.), В. А. Попов, П. И. Пучков (зам. гл. ред.), Г. Ю. Ситнянский. — М.: Большая рос. энцикл., 1998. — С. 852—853. — 928 с. — 100 000 экз. — ISBN 5-85270-155-6.
- Силантьев Р. А. Христианская школа единства // Народы и религии мира: Энциклопедия / Ин-т этнологии и антропологии им. Н. Н. Миклухо-Маклая Рос. Акад. Наук (Москва); Гл. ред. В. А. Тишков; Редкол.: О. Ю. Артемова, С. А. Арутюнов, А. Н. Кожановский, В. М. Макаревич (зам. гл. ред.), В. А. Попов, П. И. Пучков (зам. гл. ред.), Г. Ю. Ситнянский. — М.: Большая рос. энцикл., 1998. — С. 854—855. — 928 с. — 100 000 экз. — ISBN 5-85270-155-6.
- Силантьев Р. А. Центр Шри Чинмоя // Народы и религии мира: Энциклопедия / Ин-т этнологии и антропологии им. Н. Н. Миклухо-Маклая Рос. Акад. Наук (Москва); Гл. ред. В. А. Тишков; Редкол.: О. Ю. Артемова, С. А. Арутюнов, А. Н. Кожановский, В. М. Макаревич (зам. гл. ред.), В. А. Попов, П. И. Пучков (зам. гл. ред.), Г. Ю. Ситнянский. — М.: Большая рос. энцикл., 1998. — С. 862. — 928 с. — 100 000 экз. — ISBN 5-85270-155-6.
- Силантьев Р. А. Церковь Льва Толстого // Народы и религии мира: Энциклопедия / Ин-т этнологии и антропологии им. Н. Н. Миклухо-Маклая Рос. Акад. Наук (Москва); Гл. ред. В. А. Тишков; Редкол.: О. Ю. Артемова, С. А. Арутюнов, А. Н. Кожановский, В. М. Макаревич (зам. гл. ред.), В. А. Попов, П. И. Пучков (зам. гл. ред.), Г. Ю. Ситнянский. — М.: Большая рос. энцикл., 1998. — С. 867. — 928 с. — 100 000 экз. — ISBN 5-85270-155-6.
- Силантьев Р. А. Церковь пепла и очищения // Народы и религии мира: Энциклопедия / Ин-т этнологии и антропологии им. Н. Н. Миклухо-Маклая Рос. Акад. Наук (Москва); Гл. ред. В. А. Тишков; Редкол.: О. Ю. Артемова, С. А. Арутюнов, А. Н. Кожановский, В. М. Макаревич (зам. гл. ред.), В. А. Попов, П. И. Пучков (зам. гл. ред.), Г. Ю. Ситнянский. — М.: Большая рос. энцикл., 1998. — С. 869. — 928 с. — 100 000 экз. — ISBN 5-85270-155-6.
- Силантьев Р. А. Чанмульгё // Народы и религии мира: Энциклопедия / Ин-т этнологии и антропологии им. Н. Н. Миклухо-Маклая Рос. Акад. Наук (Москва); Гл. ред. В. А. Тишков; Редкол.: О. Ю. Артемова, С. А. Арутюнов, А. Н. Кожановский, В. М. Макаревич (зам. гл. ред.), В. А. Попов, П. И. Пучков (зам. гл. ред.), Г. Ю. Ситнянский. — М.: Большая рос. энцикл., 1998. — С. 873. — 928 с. — 100 000 экз. — ISBN 5-85270-155-6.
- Силантьев Р. А. Чёрные мусульмане // Народы и религии мира: Энциклопедия / Ин-т этнологии и антропологии им. Н. Н. Миклухо-Маклая Рос. Акад. Наук (Москва); Гл. ред. В. А. Тишков; Редкол.: О. Ю. Артемова, С. А. Арутюнов, А. Н. Кожановский, В. М. Макаревич (зам. гл. ред.), В. А. Попов, П. И. Пучков (зам. гл. ред.), Г. Ю. Ситнянский. — М.: Большая рос. энцикл., 1998. — С. 873—874. — 928 с. — 100 000 экз. — ISBN 5-85270-155-6.
- Силантьев Р. А. Чёрный иудаизм // Народы и религии мира: Энциклопедия / Ин-т этнологии и антропологии им. Н. Н. Миклухо-Маклая Рос. Акад. Наук (Москва); Гл. ред. В. А. Тишков; Редкол.: О. Ю. Артемова, С. А. Арутюнов, А. Н. Кожановский, В. М. Макаревич (зам. гл. ред.), В. А. Попов, П. И. Пучков (зам. гл. ред.), Г. Ю. Ситнянский. — М.: Большая рос. энцикл., 1998. — С. 874. — 928 с. — 100 000 экз. — ISBN 5-85270-155-6.
- Силантьев Р. А. Чхонджок // Народы и религии мира: Энциклопедия / Ин-т этнологии и антропологии им. Н. Н. Миклухо-Маклая Рос. Акад. Наук (Москва); Гл. ред. В. А. Тишков; Редкол.: О. Ю. Артемова, С. А. Арутюнов, А. Н. Кожановский, В. М. Макаревич (зам. гл. ред.), В. А. Попов, П. И. Пучков (зам. гл. ред.), Г. Ю. Ситнянский. — М.: Большая рос. энцикл., 1998. — С. 874—875. — 928 с. — 100 000 экз. — ISBN 5-85270-155-6.
- Джарылгасинова Р. Ш., Силантьев Р. А. Чхондогё // Народы и религии мира: Энциклопедия / Ин-т этнологии и антропологии им. Н. Н. Миклухо-Маклая Рос. Акад. Наук (Москва); Гл. ред. В. А. Тишков; Редкол.: О. Ю. Артемова, С. А. Арутюнов, А. Н. Кожановский, В. М. Макаревич (зам. гл. ред.), В. А. Попов, П. И. Пучков (зам. гл. ред.), Г. Ю. Ситнянский. — М.: Большая рос. энцикл., 1998. — С. 875. — 928 с. — 100 000 экз. — ISBN 5-85270-155-6.
- Силантьев Р. А. Чхунсангё // Народы и религии мира: Энциклопедия / Ин-т этнологии и антропологии им. Н. Н. Миклухо-Маклая Рос. Акад. Наук (Москва); Гл. ред. В. А. Тишков; Редкол.: О. Ю. Артемова, С. А. Арутюнов, А. Н. Кожановский, В. М. Макаревич (зам. гл. ред.), В. А. Попов, П. И. Пучков (зам. гл. ред.), Г. Ю. Ситнянский. — М.: Большая рос. энцикл., 1998. — С. 875. — 928 с. — 100 000 экз. — ISBN 5-85270-155-6.
- Силантьев Р. А. Шангоизм // Народы и религии мира: Энциклопедия / Ин-т этнологии и антропологии им. Н. Н. Миклухо-Маклая Рос. Акад. Наук (Москва); Гл. ред. В. А. Тишков; Редкол.: О. Ю. Артемова, С. А. Арутюнов, А. Н. Кожановский, В. М. Макаревич (зам. гл. ред.), В. А. Попов, П. И. Пучков (зам. гл. ред.), Г. Ю. Ситнянский. — М.: Большая рос. энцикл., 1998. — С. 876. — 928 с. — 100 000 экз. — ISBN 5-85270-155-6.

Православная энциклопедия
- Силантьев Р. А. Аладура // Православная энциклопедия. — М., 2000. — Т. I : А — Алексий Студит. — С. 438. — 40 000 экз. — ISBN 5-89572-006-4.
- Силантьев Р. А. Африканская апостольская церковь // Православная энциклопедия. — М., 2002. — Т. IV : Афанасий — Бессмертие. — С. 186. — 39 000 экз. — ISBN 5-89572-009-9.
- Силантьев Р. А. Африканские христианские течения // Православная энциклопедия. — М., 2002. — Т. IV : Афанасий — Бессмертие. — С. 190—191. — 39 000 экз. — ISBN 5-89572-009-9.

Большая Российская энциклопедия
- Силантьев Р. А. Баб // Большая Российская энциклопедия: в 30 т. / науч.-ред. совет: пред. Ю. С. Осипов и др.. — М.: Большая Российская энциклопедия, 2005. — Т. 2: Анкилоз—Банка. — 767 с. — ISBN 5-85270-320-6.
- Рощин М. Ю., Силантьев Р. А. Бабиды // Большая Российская энциклопедия: в 30 т. / науч.-ред. совет: пред. Ю. С. Осипов и др.. — М.: Большая Российская энциклопедия, 2005. — Т. 2: Анкилоз—Банка. — 767 с. — ISBN 5-85270-320-6.
- Силантьев Р. А. Бахаиты // Большая Российская энциклопедия: в 30 т. / науч.-ред. совет: пред. Ю. С. Осипов и др.. — М.: Большая Российская энциклопедия, 2005. — Т. 3: „Банкетная кампания“ 1904 — Большой Иргиз. — 766 с.
- Силантьев Р. А. Булгар // Большая Российская энциклопедия: в 30 т. / науч.-ред. совет: пред. Ю. С. Осипов и др.. — М.: Большая Российская энциклопедия, 2006. — Т. 4: Большой Кавказ — Великий канал. — 750 с. — ISBN 5-85270-333-8.
- Силантьев Р. А. Карибские синкретические культы // Большая Российская энциклопедия: в 30 т. / отв.-ред. С. Л. Кравец. — М.: Большая Российская энциклопедия, 2009. — Т. 13: Канцелярия конфискации — Киргизы. — 782 с. — ISBN 978-5-85270-344-6.
- Силантьев Р. А. Карго-культы // Большая Российская энциклопедия: в 30 т. / отв.-ред. С. Л. Кравец. — М.: Большая Российская энциклопедия, 2009. — Т. 13: Канцелярия конфискации — Киргизы. — 782 с. — ISBN 978-5-85270-344-6.
- Силантьев Р. А. Корейские синкретические культы // Большая Российская энциклопедия: в 30 т. / отв.-ред. С. Л. Кравец. — М.: Большая Российская энциклопедия, 2010. — Т. 15: Конго — Крещение. — 766 с. — ISBN 978-5-85270-346-0.
- Силантьев Р. А. Кроули Алистер // Большая Российская энциклопедия: в 30 т. / отв.-ред. С. Л. Кравец. — М.: Большая Российская энциклопедия, 2010. — Т. 16: Крещение Господне — Ласточковые. — 750 с. — ISBN 978-5-85270-347-7.
- Силантьев Р. А. Культ // Большая Российская энциклопедия: в 30 т. / отв.-ред. С. Л. Кравец. — М.: Большая Российская энциклопедия, 2010. — Т. 16: Крещение Господне — Ласточковые. — 750 с. — ISBN 978-5-85270-347-7.
- Силантьев Р. А. Магия // Большая Российская энциклопедия: в 30 т. / отв.-ред. С. Л. Кравец. — М.: Большая Российская энциклопедия, 2011. — Т. 18: Ломоносов — Манизер. — 766 с. — ISBN 978-5-85270-351-4.
- Силантьев Р. А. Неденоминированные христианские церкви // Большая Российская энциклопедия: в 30 т. / науч.-ред. совет: пред. Ю. С. Осипов и др.. — М.: Большая Российская энциклопедия, 2013. — Т. 22: Нанонаука — Николай Кавасила. — 766 с. — ISBN 5-85270-358-3.
- Силантьев Р. А. Новозеландские синкретические культы и религиозные движения // Большая Российская энциклопедия: в 30 т. / науч.-ред. совет: пред. Ю. С. Осипов и др.. — М.: Большая Российская энциклопедия, 2013. — Т. 23: Николай Кузанский — Океан. — 766 с. — ISBN 5-85270-320-6.
- Силантьев Р. А., Дворкин А. Л. Новые религиозные движения // Большая Российская энциклопедия: в 30 т. / науч.-ред. совет: пред. Ю. С. Осипов и др.. — М.: Большая Российская энциклопедия, 2013. — Т. 23: Николай Кузанский — Океан. — 766 с. — ISBN 5-85270-320-6.
- Силантьев Р. А. Поликонфессиональность // Большая Российская энциклопедия: в 30 т. / науч.-ред. совет: пред. Ю. С. Осипов и др.. — М.: Большая Российская энциклопедия, 2014. — Т. 26: Перу — Полуприцеп. — 766 с. — ISBN 978-5-85270-363-7.
- Силантьев Р. А., Пырова Т. Л. Религиоведение // Большая Российская энциклопедия: в 30 т. / отв.-ред. С. Л. Кравец. — М.: Большая Российская энциклопедия, 2015. — Т. 28: Пустырник — Румчерод. — С. 371—372. — 766 с. — 35 000 экз. — ISBN 978-5-85270-365-1.
- Силантьев Р. А. Синкретические культы Карибского бассейна // Большая Российская энциклопедия: в 30 т. / отв.-ред. С. Л. Кравец. — М.: Большая Российская энциклопедия, 2015. — Т. 30: Сен-Жерменский мир 1679 — Социальное обеспечение. — 766 с. — 35 000 экз. — ISBN 978-5-85270-367-5.

### Статьи
- Силантьев Р. А. Территориальная организация исламского сообщества России // Региональные исследования. — 2006. — № 2 (8). — С. 37—44.
- Силантьев Р. А. Методика подсчёта численности основных религиозных групп России // Религия и право. — 2006. — № 1–2. — С. 40—45.
- Силантьев Р. А. Ислам на Дальнем Востоке: региональные особенности // Религия и право. — 2007. — № 1. — С. 38–44.
- Силантьев Р. А. Политическая культура исламского сообщества России в новейший период // Вопросы культурологии. — 2008. — № 8. — С. 45—49.
- Силантьев Р. А. Мусульманское образование как фактор развития российской уммы // Власть. — 2008. — № 7. — С. 67—70.
- Силантьев Р. А. Распространение ваххабизма в современной России // Вестник Челябинского государственного университета. — 2009. — № 16 (154). — С. 165–171.
- Силантьев Р. А. Современная мусульманская культура в России // Вопросы культурологии. — 2009. — № 4. — С. 92—93.
- Силантьев Р. А. Исламо-христианский диалог в России в новейший период // Вопросы философии. — 2010. — № 9. — С. 177—184.
- Силантьев Р. А. Взаимоотношения государственных органов с мусульманскими религиозными структурами (на опыте Российской Федерации) // Вестник МГЛУ: политические науки. — 2010. — № 25 (604). — С. 131–137.
- Силантьев Р. А. Культура исламо-христианского диалога в России // Вопросы культурологии. — 2010. — № 12. — С. 85–90.
- Силантьев Р. А. Исламо-христианский диалог в досоветский и советский периоды // Философские науки. — 2010. — № 8.
- Силантьев Р. А. Исламо-христианский «диалог» в России // Национальные интересы. — 2011. — № 1. Архивировано 17 марта 2012 года.
- Силантьев Р. А. Конфессиональная картография в свете региональных исследований // Региональные исследования. — 2012. — № 2 (36). — С. 44–47.
- Силантьев Р. А. К вопросу об экспансии радикальных форм ислама в Российской Федерации // Вестник Челябинского государственного университета. — 2012. — № 22 (276). — С. 53–64.
- Силантьев Р. А. Государственно-исламские отношения в Российской Федерации // Региональные исследования. — 2013. — № 4 (42). — С. 100—104.
- Силантьев Р. А. Международная политика российских муфтиятов в новейший период // Вестник МГЛУ: исторические и политические науки. Актуальные проблемы внутренней и внешней политики РФ. — 2014. — № 2 (688). — С. 173—182.
- Силантьев Р. А. Международная деятельность духовных управлений мусульман СССР в годы перестройки (1985-1991 гг.) // Власть. — 2014. — № 3. — С. 154—156.
- Силантьев Р. А. Пантюркизм как угроза национальной безопасности Российской империи в начале XX века // Вестник Академии военных наук. — 2014. — № 1. — С. 177—179.
- Силантьев Р. А. Сотрудничество государства и духовных управлений мусульман СССР во внешней сфере в послевоенный период (1945-1985 гг.) // Дипломатическая служба. — 2014. — № 3. — С. 63—66.
- Силантьев Р. А. Оптимизация системы внешних сношений духовных управлений мусульман России в  2012 – 2013 гг. // Власть. — 2014. — № 6. — С. 81—83.
- Силантьев Р. А. Статистика ваххабитского террора в России в отношении мусульманского духовенства (1995-2012) // Мусульманский мир. — 2014. — № 1. — С. 123—127.
- Силантьев Р. А., Мальцев В. В., Саввин А. В. Основные причины вовлечения новообращённых мусульман России в экстремистскую и террористическую деятельность  // Исламоведение. — 2016. — № 2. — С. 39—45.
- Силантьев Р. А. Богословское моделирование на примере литературы сеттинга Warhammer 40.000 // Вестник Московского государственного лингвистического университета. Гуманитарные науки. — Вып. 23 (762). — С. 138—146. — ISSN 1993-4750. Архивировано 10 января 2017 года.